# 亞伊戈赫阿帕波里斯國家自然公園
亞伊戈赫阿帕波里斯國家自然公園（西班牙語：Parque nacional natural Yaigojé Apaporis），是哥倫比亞的國家公園，位於該國東南部亞馬遜省和沃佩斯省，處於阿帕波里斯河下游，成立於1977年6月，面積1,540平方公里。